# Championnats d'Afrique de cyclisme sur piste 2019
Navigation
Championnats d'Afrique 2018 Championnats d'Afrique 2020

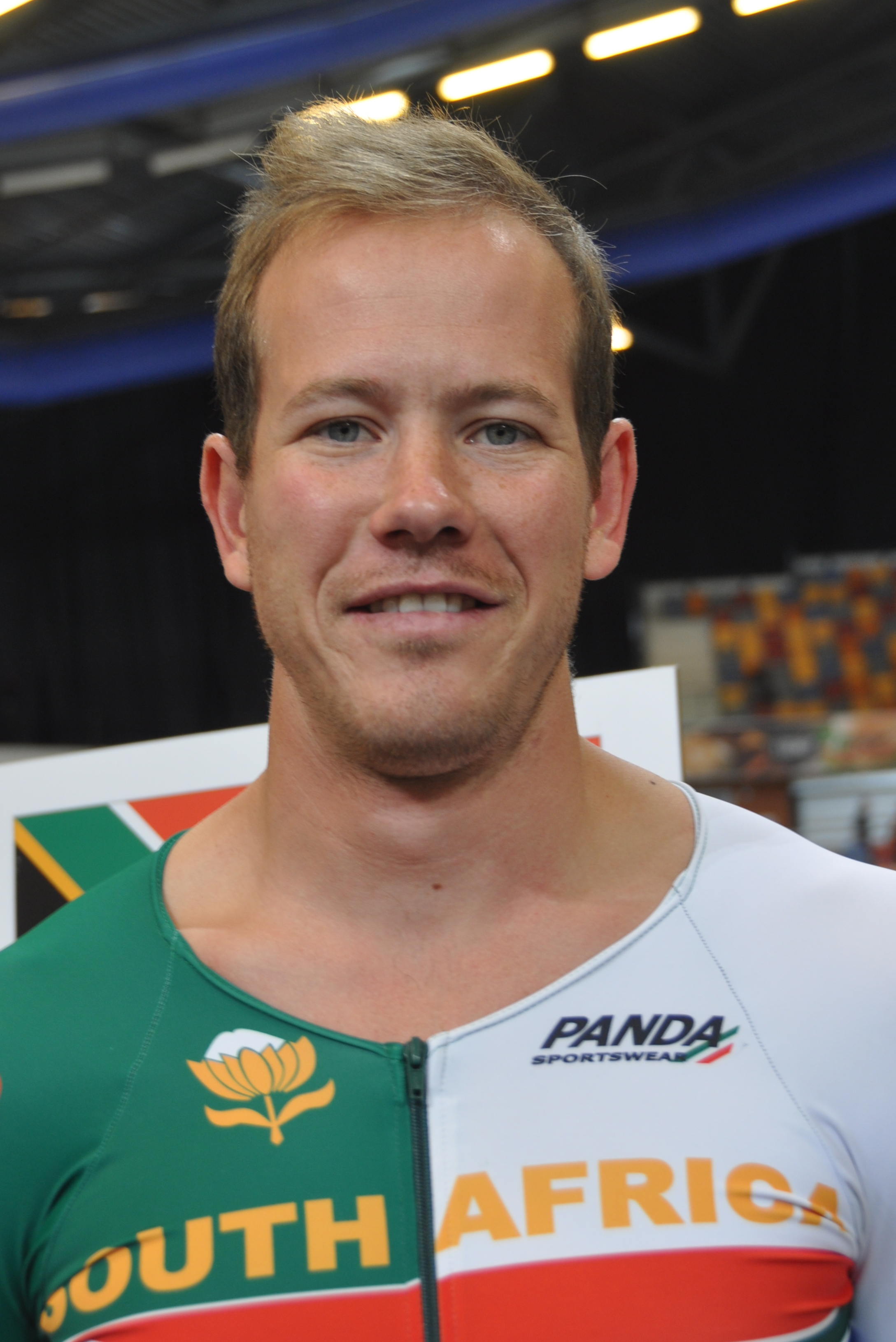
Jean Spies est devenu triple champion d'Afrique

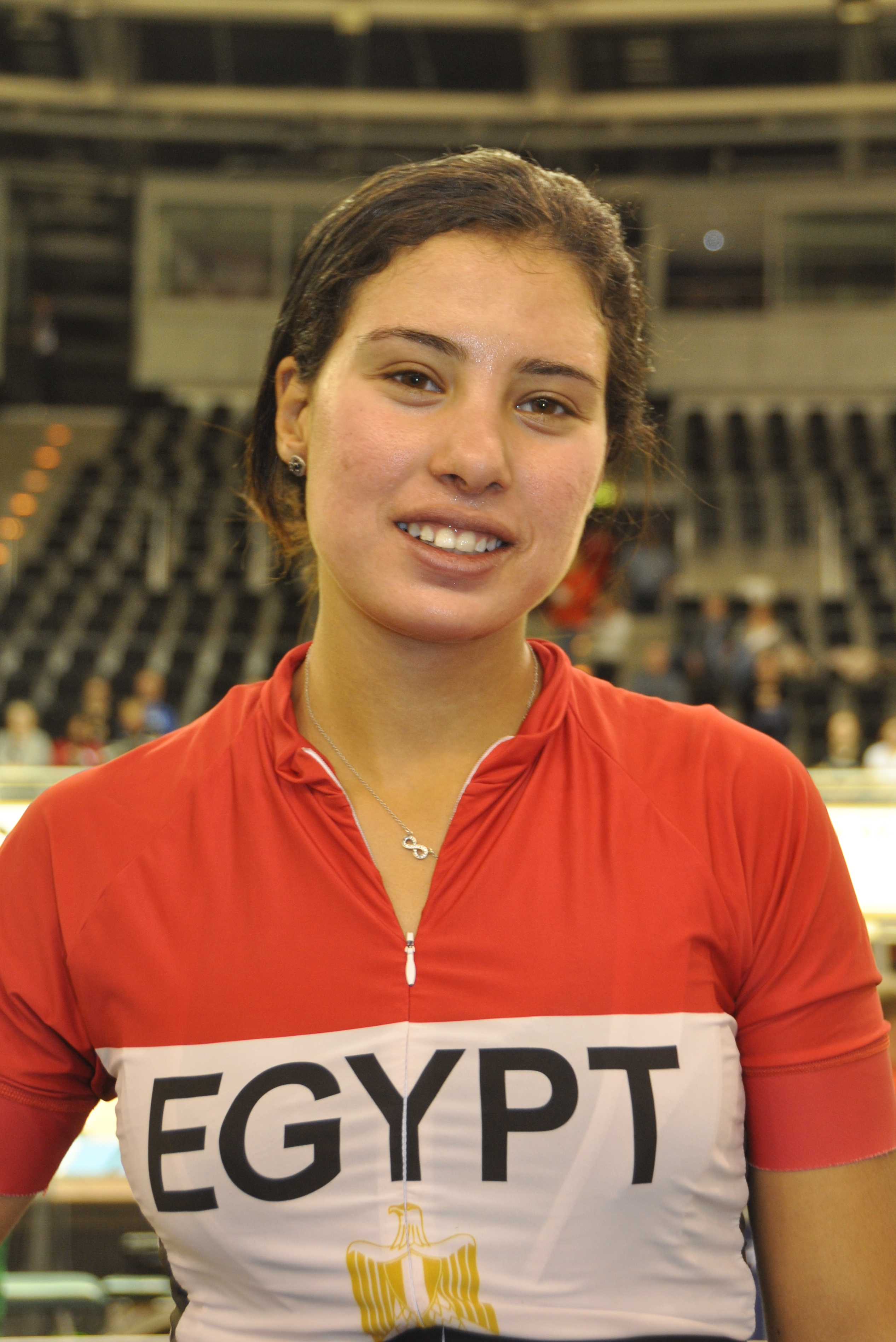
Ebtisam Zayed remporte six médailles, dont deux d’or

Les Championnats d'Afrique de cyclisme sur piste 2019 ont lieu du 17 au 19 janvier 2019 sur l'Alexandra Park Velodrome à Pietermaritzburg en Afrique du Sud.
Des championnats pour les juniors (moins de 19 ans) ont également lieu en même temps.

## Épreuves masculines
| Épreuves              | Or                                               | Argent                              | Bronze                                       |
| --------------------- | ------------------------------------------------ | ----------------------------------- | -------------------------------------------- |
| Kilomètre             | Jean Spies                                       | Assem Elhusseini Khalil             | Wade Theunissen                              |
| Keirin                | Jean Spies                                       | Wade Theunissen                     | Ahmed Galdoune                               |
| Vitesse individuelle  | Jean Spies                                       | Wade Theunissen                     | Ahmed Galdoune                               |
| Course aux points     | Joshua van Wyk                                   | Othman Harakat                      | Yacine Chalel                                |
| Scratch               | Carl Bonthuys                                    | Joshua van Wyk                      | Yacine Chalel                                |
| Course à l'américaine | Afrique du Sud Steven van Heerden Joshua van Wyk | Maroc Ahmed Galdoune Othman Harakat | Égypte Assem Elhusseini Khalil Mohamed Eissa |
| Omnium                | Joshua van Wyk                                   | Steven van Heerden                  | Yacine Chalel                                |

## Épreuves féminines
| Épreuves              | Or                                                     | Argent                                     | Bronze                               |
| --------------------- | ------------------------------------------------------ | ------------------------------------------ | ------------------------------------ |
| 500 mètres            | Charlene du Preez                                      | Ebtisam Zayed                              | Tombrapa Gladys Grikpa               |
| Keirin                | Charlene du Preez                                      | Ebtisam Zayed                              | Tombrapa Gladys Grikpa               |
| Vitesse individuelle  | Charlene du Preez                                      | Tombrapa Gladys Grikpa                     | Fatima Zahra El Hayani               |
| Course aux points     | Ebtisam Zayed                                          | Ilze Bole                                  | Elfriede Wolfaardt                   |
| Scratch               | Maroesjka Matthee                                      | Ebtisam Zayed                              | Ilze Bole                            |
| Course à l'américaine | Afrique du Sud Danielle van Niekerk Elfriede Wolfaardt | Afrique du Sud Maroesjka Matthee Ilze Bole | Égypte Ebtisam Zayed Maryam Elnaggar |
| Omnium                | Ebtisam Zayed                                          | Maroesjka Matthee                          | Ilze Bole                            |

## Tableaux des médailles
| Rang  | Nation         | Or | Argent | Bronze | Total |
| ----- | -------------- | -- | ------ | ------ | ----- |
| 1     | Afrique du Sud | 12 | 7      | 4      | 23    |
| 2     | Égypte         | 2  | 4      | 2      | 8     |
| 3     | Maroc          | 0  | 2      | 3      | 5     |
| 4     | Nigeria        | 0  | 1      | 2      | 3     |
| 5     | Algérie        | 0  | 0      | 3      | 3     |
| Total | Total          | 14 | 14     | 14     | 42    |